# Tristão de Alencar Araripe Jr.
Tristão de Alencar Araripe Jr. (Fortaleza, 1848 – Rio de Janeiro, 1911) è stato uno scrittore brasiliano.
Deputato alla Ceará imperiale, fu studioso di Joaquim Maria Machado de Assis e Gregório de Matos.